# Critomolgus isoawamochi
Critomolgus isoawamochi is een eenoogkreeftjessoort uit de familie van de Rhynchomolgidae. De wetenschappelijke naam van de soort is voor het eerst geldig gepubliceerd in 1981 door Ho.